# Donald Jeffries Bear
Donald Jeffries Bear (* 5. Februar 1905 in Terre Haute, Indiana; † 16. März 1952 in Pacific Palisades, Kalifornien) war ein US-amerikanischer Museumsdirektor, Kunstkritiker und Maler. Er war Gründungsdirektor des Santa Barbara Museum of Art (SBMA). Als Künstler ist Donald Bear für seine Stillleben bekannt.

## Leben

Gemälde von Donald Jeffries Bear: The red table (1947); Öl auf Malkarton

Donald Bear wurde 1905 in Terre Haute, Indiana, geboren, wuchs in Denver, Colorado, auf und begann im Alter von 13 Jahren ein Kunststudium bei John Thompson. Später leitete er von 1930 bis 1935 das Denver Art Museum. In den 1930er Jahren war er regionaler Berater für das Federal Art Project und leistete einen wichtigen Beitrag zur Kunstdokumentation der Encyclopaedia Britannica. 1940 zog Donald Bear nach Santa Barbara, Kalifornien, wo er der erste Direktor des Santa Barbara Museum of Art wurde, eine Position, die er bis zu seinem Tod 1952 innehatte. Donald Bear arbeitete auch als Kunstkritiker für die Santa Barbara News-Press und unterrichtete Kunst an der University of California.
Donald Bear war weit gereist und sprach viele Fremdsprachen. Neben seiner Tätigkeit als Direktor arbeitete Bear auch als Kurator und war während seiner Amtszeit für mehr als 600 Ausstellungen verantwortlich. Dazu gehörte auch die Eröffnungsausstellung des SBMA, Painting Today and Yesterday in the United States (5. Juni bis 1. September 1941), in der Werke von George Bellows, Mary Cassatt, Robert Harnett, Childe Hassam, Robert Henri, Winslow Homer, Edward Hopper, Yasuo Kuniyoshi, Georgia O’Keeffe und vielen anderen gezeigt wurden. Am bemerkenswertesten ist vielleicht, dass das SBMA zwei der einflussreichsten Gemälde des 20. Jahrhunderts zeigte, Pablo Picassos Guernica (1937) und Marcel Duchamps revolutionären Akt, eine Treppe hinabsteigend, Nr. 2 (1912), in der Ausstellung Free France von 1942. Er war auch für zahlreiche Einzelausstellungen von Künstlern verantwortlich, von denen viele die ersten ihrer Karriere waren, darunter: William Dole, Clarence Hinkle, Douglass Parshall, Rico Lebrun, Howard Warshaw, Channing Peake, Ansel Adams, Mark Rothko, Antonio Frasconi, Max Weber, Walt Kuhn, June Wayne und Beatrice Wood.